# Cordelierklubben

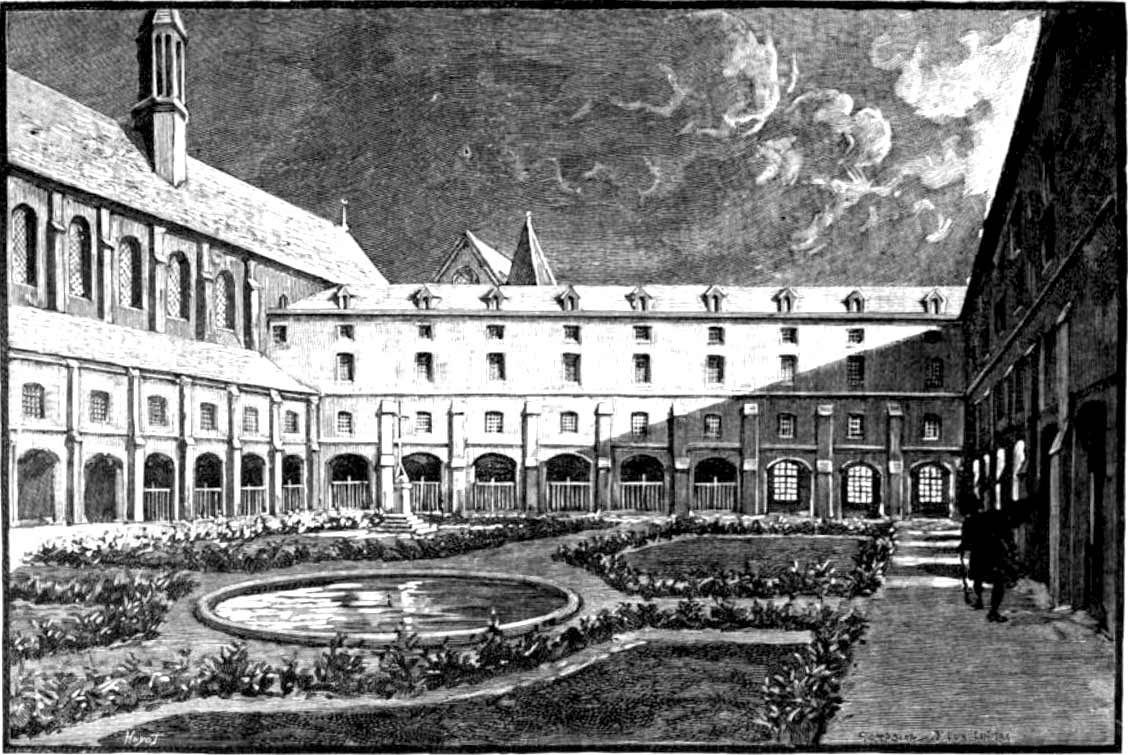
Cordelierklostret 1793

Cordelierklubben (av franska cordelier, beteckning på franciskanska observanter) var ett folkligt och radikalt politiskt sällskap under franska revolutionen. Cordelierklubben bildades 1790 och fick sitt namn av att man initialt hade ett gammalt franciskankloster som möteslokal. 
Bland Cordelierklubbens medlemmar fanns Danton, Marat och Hébert.